# Église Saint-Nicolas de La Haye-Malherbe
L'église Saint-Nicolas de La Haye-Malherbe est une église située sur la commune de La Haye-Malherbe dans le département de l'Eure dans la région Normandie en France. Elle a pour origine une église du XIIe siècle. Toutefois l'église actuelle date du XVIe siècle et de l'époque dite des guerres de Religions opposant les catholiques aux protestant calviniste.

## Architecture

### Donnée générale
Son architecture renaissance sert d'écrin pour de nombreuses festivités pas uniquement cultuelles mais aussi culturelles comme les expositions de peinture aussi exposées dans la cantine de l'école toute proche. Ces expositions servent à l'entretien de l'édifice du XVIe siècle.

### Trésor artistique
Elle témoigne du savoir faire des potiers et tuiliers de la commune de La Haye-Malherbe à l'époque moderne et contemporaine. Ce qui fut l'objet d'une conférence d'association du patrimoine lors des journées européennes du patrimoine dans la commune.

## Historique

### Origines
L'église construite au XIIe siècle à l'époque où La Haye-Malherbe dépendait du diocèse d'Évreux pour les affaires spirituelles et pour les affaires temporelles ayant trait au culte à la fraternité des chartions de Daubeuf-la-Campagne le village voisin.

### Restauration
Elle fut restaurée au XVIe siècle et au XIXe siècle. La seconde restauration de 1857 s'inscrit dans la perspective de Napoléon III de répertorier et de préserver le patrimoine français. Un siècle et demi plus tard une troisième campagne de restauration s'inscrit dans le cadre du projet fondation pour le patrimoine de sauvegarde des églises de campagne.